# Oe Sayang
Oe Sayang is een bestuurslaag in het regentschap Flores Timur van de provincie Oost-Nusa Tenggara, Indonesië. Oe Sayang telt 690 inwoners (volkstelling 2010).